# (73005) 2002 EP29
(73005) 2002 EP29 – planetoida z pasa głównego asteroid okrążająca Słońce w ciągu 3,47 lat w średniej odległości 2,29 j.a. Odkryta 9 marca 2002 roku.